# Vertigo Records
Vertigo Records – brytyjska wytwórnia płyt muzycznych zależna od Universal Music Group. Powstała w 1960 roku.

## Dyskografia
- VO 1 Colosseum – Valentyne Suite   LP
- VO 2 Juicy Lucy – Juicy Lucy   LP
- VO 3 Manfred Mann – Manfred Mann Chapter Three   LP
- VO 4 Rod Stewart – An Old Raincoat Won’t Ever Let You Down   LP
- VO 6 Black Sabbath – Black Sabbath   LP
- VO 7 Cressida – Cressida   LP
- 6360 001 Fairfield Parlour – From Home to Home   LP
- 6360 002 Gracious! – Gracious!   LP
- 6360 003 Magna Carta – Seasons   LP
- 6360 004 Affinity – Affinity   LP
- 6360 005 Bob Downes – Electric City   LP
- 6360 006 Uriah Heep – Very ’eavy... Very ’umble   LP
- 6360 007 May Blitz – May Blitz   LP
- 6360 008 Nucleus – Elastic Rock   LP
- 6360 009 Dr. Strangely Strange – Heavy Petting   LP
- 6360 010 Jimmy Campbell – Half Baked   LP
- 6360 011 Black Sabbath – Paranoid LP
- 6360 012 Manfred Mann – Chapter Three Volume 2   LP
- 6360 013 Clear Blue Sky – Clear Blue Sky   LP
- 6360 014 Juicy Lucy – Lie Back and Enjoy It   LP
- 6360 015 Warhorse – Warhorse   LP
- 6360 016 Patto – Patto   LP
- 6360 017 Colosseum – Daughter of Time LP
- 6360 018 Beggars Opera – Act One   LP
- 6360 019 Legend – Legend (Red Boot)   LP
- 6360 020 Gentle Giant – Gentle Giant   LP
- 6360 021 Graham Bond – Holy Magick   LP
- 6360 023 Gravy Train – Gravy Train   LP
- 6360 024 Keith Tippett – Dedicated to You, But You Weren't Listening   LP
- 6360 025 Cressida – Asylum   LP
- 6360 026 Still Life – Still Life   LP
- 6360 027 Nucleus – We'll Talk About It Later   LP
- 6360 028 Uriah Heep – Salisbury   LP
- 6360 029 Catapilla – Catapilla   LP
- 6360 030 Assagai – Assagai   LP
- 6360 031 Nirvana – Local Anaesthetic   LP
- 6360 032 Patto – Hold Your Fire   LP
- 6360 033 Jade Warrior – Jade Warrior  LP
- 6360 034 Ian Matthews – If You Saw Thro' My Eyes   LP
- 6360 037 May Blitz – Second of May   LP
- 6360 038 Daddy Longlegs – Oakdown Farm   LP
- 6360 039 Ian Carr – Solar Plexus   LP
- 6360 040 Magna Carta – Songs from the Wasties Orchard   LP
- 6360 041 Gentle Giant – Acquiring the Taste   LP
- 6360 042 Graham Bond – We Put Our Magick on You   LP
- 6360 043 Tudor Lodge – Tudor Lodge   LP
- 6360 045 V/A - Heads Together, First Round   LP
- 6360 046 Ramases – Space Hymns   LP
- 6360 048 Dr Z – Three Parts to My Soul   LP
- 6360 049 Freedom – Through the Years   LP
- 6360 050 Black Sabbath – Master of Reality   LP
- 6360 051 Gravy Train – (A Ballad of) A Peaceful Man   LP
- 6360 052 Ben – Ben   LP
- 6360 053 Mike Absalom – Mike Absalom   LP
- 6360 054 Beggars Opera – Waters of Change   LP
- 6360 055 John Dummer – Blue   LP
- 6360 056 Ian Matthews – Tigers Will Survive   LP
- 6360 059 Paul Jones – Crucifix in a Horse Shoe   LP
- 6360 060 Linda Hoyle – Pieces of Me   LP
- 6360 061 V/A - Superheavy Vol. 1   LP
- 6360 062 Jade Warrior – Released   LP
- 6360 063 Legend – Moonshine   LP
- 6360 064 Hokus Poke – Earth Harmony   LP
- 6360 065 Nucleus – Elastic Rock album
- 6360 066 Warhorse – Red Sea   LP
- 6360 067 Jackson Heights – 5th Avenue Bus   LP
- 6360 068 Magna Carta – In Concert   LP
- 6360 069 Gordon Waller – Gordon   LP
- 6360 070 Gentle Giant – Three Friends   LP
- 6360 071 Black Sabbath – Vol. 4   LP
- 6360 072 Freedom – Is More Than a Word   LP
- 6360 073 Beggars Opera - Pathfinder   LP
- 6360 074 Catapilla – Changes   LP
- 6360 076 Ian Carr – Belladonna   LP
- 6360 077 Jackson Heights – Ragamuffin's Fool   LP
- 6360 079 Jade Warrior – Last Autumn's Dream   LP
- 6360 080 Gentle Giant – Octopus   LP
- 6360 081 Sensational Alex Harvey Band – Framed  LP
- 6360 123 Streetwalkers  - Downtown Flyers  LP
- 6360 082 Status Quo – Piledriver   LP
- 6360 083 John Dummer – Oobleedooblee Jubilee   LP
- 6657 001 V/A - Vertigo Annual 1970   LP Double LP
- 6360 500 Rod Stewart – Gasoline Alley   LP
- 6830 032 V/A - Vertigo Sampler July 1970   LP
- 6325 250 Thomas F Browne – Wednesday’s Child   LP
- 6342 010 Lighthouse – One Fine Morning   LP
- 6342 011 Lighthouse – Thoughts of Moving On   LP
- 6830 067 V/A - New Vertigo Popular Material   LP
- 6333 500/501 Aphrodite’s Child – 666   LP
- 6360 636 Lady – Lady LP
- 6360 700 Jim Croce – You Don’t Mess Around with Jim   LP
- 6360 701 Jim Croce – Life and Times   LP
- 6441 077 Kraftwerk – Kraftwerk   LP
- 6367 016 Flame Dream – Out in the Dark LP
- 6360 609 Atlantis – Atlantis   LP
- 6435 144 Flame Dream – Supervision LP
- 6435 197 Flame Dream – Travaganza LP
- 9102 010 Streetwalkers – Red Card  LP
- 3752 907 Dire Straits  -  Brother in Arms 2 LP (3752 908 strony 1 i 2 oraz 3752 909 strony 3 i 4) wydanie 2020
- 6059 598 Soft Cell – Say hello, Wave goodbye / Bedsitter SP wydanie 1981